# Vera Münchow
Vera Münchow, geborene Ziske (Pseudonym: Vera Anders; * 27. Dezember 1943 in Königsberg/Ostpreußen) ist eine deutsche Schriftstellerin.

## Leben
Vera Ziske heiratete 1966. Mit ihrem Ehemann, dem in Dramburg in Pommern geborenen Schriftsteller, Regisseur und Funkmoderator Heinz Münchow (Pseudonym: Torsten Koesselin) (1929–2005) lebte sie anfangs in Aukrug-Innien. In den 1970er Jahren veröffentlichte Vera Münchow eine Reihe von Mädchenbüchern. 1972 erhielt sie ein Auslandsstipendium des Auswärtigen Amtes, außerdem einen Förderpreis des Landes Baden-Württemberg. Vom 18. Mai 1974 bis zum Brand am 18. Mai 1984 bewohnte die Familie genau zehn Jahre lang die Türmerwohnung im Blauen Turm der Kaiserpfalz in Bad Wimpfen. Zu jener Zeit entstanden auch die gemeinsam verfassten regionalen Schriften Begegnungen in der Schwibbogengasse und Das untere Neckartal.
Das Schriftstellerpaar hatte drei Kinder (Torsten, Christian und Birthe). Der älteste Sohn Torsten Münchow (* 1965) wurde Schauspieler.

## Werke
- Alle halten zu Patsy, Hannover 1970 (unter dem Namen Vera Anders)
- Drei Mädel im Forst, Hannover 1970 (unter dem Namen Vera Anders)
- Die jungen Vier vom Waldrevier, Hannover 1970
- Marlies und die Oldtimer, Hannover 1970 (unter dem Namen  Vera Anders)
- Sonny, unsere Freundin, Hannover 1970
- Ulf hat Köpfchen, Hannover 1970
- Keine schafft's wie Sandra, Hannover 1971 (unter dem Namen Vera Anders)
- Begegnung in der Schwibbogengasse, Schwäbisch Hall 1974 (zusammen mit Heinz Münchow)
- Kleine Bärbel ganz groß, Hannover [u. a.] 1974
- Roswitha löst den Fall, Hannover 1975
- Man hat es nicht leicht mit 17, Hannover 1978
- Das untere Neckartal, Tübingen 1978 (zusammen mit Heinz Münchow)
- Abenteuer im Landschulheim, Hannover 1980